# James Wainaina Macharia
Pour les articles homonymes, voir Wainaina.
James Wainaina Macharia, né en 1959, est une personnalité politique du Kenya.

## Biographie
Il a été étudiant l'université de Nairobi et de l'université de Reading.
Il est élu ministre de la Santé après l'élection présidentielle de 2013 dans le gouvernement de coalition "Jubilee Alliance" de Uhuru Kenyatta.